# Бугге, Софус
Софус Бугге (5 января 1833 — 8 июля 1907) — норвежский языковед, исследователь Эдды.

## Биография
Софус Бугге родился в семье купца. Получил образование в университетах в Христиании (ныне Осло), Копенгагене и Берлине. В 1857 году защитил магистерскую диссертацию, в 1866 году был назначен профессором сравнительного языковедения и древненорвежского языка в университете Христиании. Его научные исследования были посвящены руническим текстам, собирательству норвежских народных песен, а также исследованию кельтских, этрусского и других языков.
Главная его работа — издание Эдды под заглавием: «Norroen fornkvaedi» (1867). Кроме того, им изданы следующие работы: «Garnie norske Folkeviser» («Древненорвежские народные песни», 1858), превосходные издания Саги о Вэльзунге и Герфарре под заглавием «Narroene Skrifter af Sagnhistorisk Inhold» (1864—1865); несколько важных работ о рунах, в особенности «Тоlkning af Runemdskriften paa Rökstenen i Oesterg ö tland» (в «Antikvarisk Tidskrif for Sverige», том 5); затем издание Плавта (1867) и «Древнеитальянские этюды» (Христиания, 1878). Его этюды по вопросу о происхождении саг, о норвежских богах и героях изданы на немецком Бреннером: «Studien über die Entstehung der nordischen Götter— und Heldensagen» (Мюнхен, 2 тома, 1881 и 1882). В своих работах придерживался сравнительного метода.